# Юглас (озеро)
Ю́глас (латыш. Juglas ezers) находится в восточной части Риги. На северном берегу озера расположен этнографический музей, на северо-восточном — микрорайон Берги, на юго-востоке — посёлок бумажной фабрики «Югла», на западе — жилой массив Югла.
Площадь озера 5,7 км², длина 4,6 км, ширина до 2,1 км, глубина до 2,5 м. В озеро впадают Югла и Пикюрга. Дно песчаное, над ним слой ила, а в районе бывшей бумажной фабрики слой целлюлозы. На юге расположен небольшой остров Судрабсалиня, покрытый густым лесом.
В водах водится рыба — плотва, окунь, судак, встречается щука, угорь, линь. Вода используется для городского водоснабжения. На юго—востоке, у самого озера, расчищена площадка для строительства жилых домов.